# 内田栄一 (歌手)
内田 栄一（うちだ えいいち、1901年（明治34年）3月25日 - 1985年（昭和60年）7月27日）は、昭和期の声楽家（バリトン）、歌手、オペラ歌手、指揮者、合唱指揮者、音楽教育者。旧字体の榮一と表記されるときがある。

## 経歴
京都府出身。1925年（大正14年）東京音楽学校本科卒業。ネトケ＝レーヴェに師事。1927年（昭和2年）2月に開始されたNHK放送オペラのメンバー（松平佐登子（松平里子）、佐藤美子、田谷力三、内田）により、同年10月「オペラの研究並びに紹介をなす」ことを目的として、歌劇研究グループ「レスビアン・ヴォーカル・フォア」（のち「ヴォーカルフォア」）結成。のちに田谷と佐藤が脱退する。第一次放送オペラは1930年（昭和5年）まで全18回放送される。
1929年（昭和4年）7月30日（火）主催 ヴォーカル.フォア「内田栄一 独唱ノ夕」開催（ピアノ伴奏 上田仁、於 日比谷音楽堂）。
1930年（昭和5年）11月15日（土）に主催ヴォーカル フォア合唱團「松平里子渡欧記念演奏會」が開催され、松平は1931年（昭和6年）渡欧の際にヴォーカルフォア合唱団の運営を内田と平井美奈子に託した。内田はヴォーカルフォアを運営し、第二次放送オペラ（1931年（昭和6年） - 1937年（昭和12年）全19回に出演。
並行して、ソリストとして、1928年（昭和3年）近衛秀麿作曲・指揮の新交響楽団（後のNHK交響楽団）『大禮交聲曲』のバリトンソロを務める。同曲は1931年（昭和6年）に同じく新交響楽団で再演され、やはり内田がバリトンソロである。ヴォーカルフォア主催公演においては、1928年（昭和3年） - 1938年（昭和13年）の間に少なくとも8回出演。藤原歌劇団でも、1935年（昭和10年）プッチーニ『トスカ』アンジェロッティ以来ソリストを務めている。1936年（昭和11年）3月には日比谷公会堂にてガブリエル・フォーレ作曲『鎮魂彌撒曲』日本初演にバリトンソロで出演。藤原歌劇団への出演は1946年（昭和21年）のマスカーニ『カヴァレリア・ルスティカーナ』アルフィオまで続いた。その後のオペラへの出演は、1949年（昭和24年）日本オペレッタ協會旗擧公演オッフェンバック『ブン大將』タイトルロールと、1950年（昭和25年）都民劇場第7回公演ユリウス・アイヒベルク『アルカンタラの醫者』バルタザルのみとなっている。
1945年（昭和10年）ヴェルディ『リゴレット』以来、藤原歌劇団の合唱をヴォーカルフォア合唱団がつとめており、合唱指揮を内田が行っている。こちらも1946年（昭和21年）のレオンカヴァッロ『道化師』『カヴァレリア・ルスティカーナ』まで続いている。（合唱はヴォーカルフォア合唱団→日本合唱團→藤原歌劇団合唱部と改称を続けて引き続き存続している）
レコードに関しては、戦前から戦中にかけてきわめて数多くの吹込みを行っており、流行歌もあるが、軍歌なども多く、国威発揚に大いに動員されている。その中には1940年（昭和15年）11月ポリドールレコード発売の『月月火水木金金』など大ヒットしたものもある。
戦後は「日本語の美しさを歌う独唱会」などの活動を長く行い、東洋音楽専門学校（現：東京音楽大学）、自由学園、日本大学講師、東邦音楽大学教授、上野学園大学講師なども務める。のち、東邦音楽大学名誉教授。
1985年（昭和60年）7月27日、急性骨髄性白血病と肺炎を併発し死去。84歳没。墓所は多磨霊園。

## 受賞歴
- 1983年（昭和58年）勲四等旭日小綬章[1]

## 主なディスコグラフィー
以下に掲出したものの他に、国立国会図書館歴史的音源だけでも65件もの音源が記録されている。その中には指揮を務めているものもある。
- CD 20世紀の音楽遺産 - 軍歌(3)IMMORTAL WAR-TIME SONGS オムニバス 2000/6/7 キングレコード[10]
- CD2枚組 あの頃の歌 オムニバス 2006/2/1 日本ウエストミンスター[11]
- CD5枚組 復刻版!キング軍歌戦時歌謡全集 オムニバス 2015/4/22 キングレコード[12]